# In the Wee Small Hours

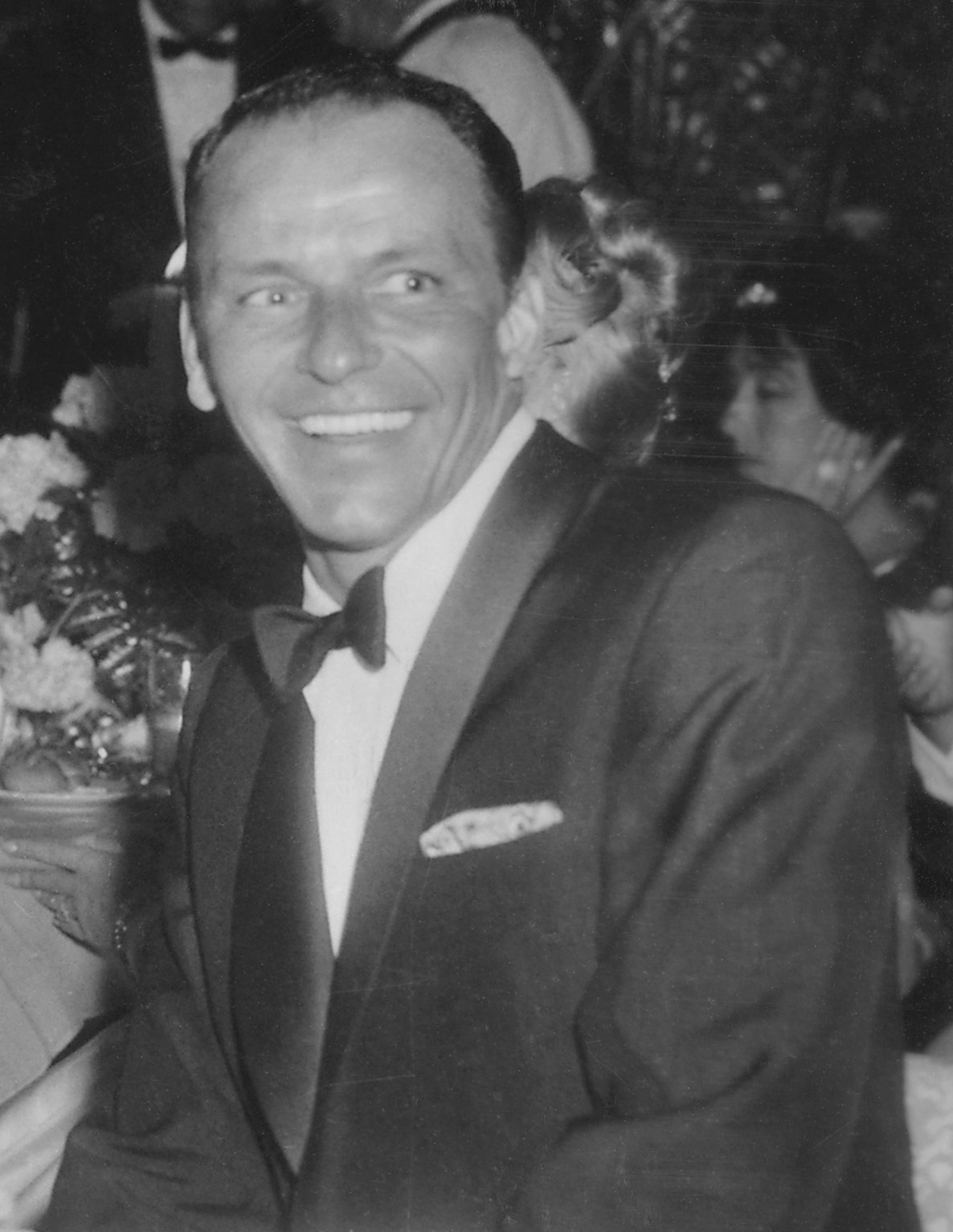
Sinatra im Jahr 1960

In the Wee Small Hours ist das neunte Studioalbum von Frank Sinatra aus dem Jahr 1955. Das Vocal-Jazz-Album gilt als eines der ersten Konzeptalben überhaupt. Das Album setzte sich nach seinem Erscheinen an die Spitze der Billboard 200.
Das Balladen-Album wurde von Nelson Riddle arrangiert und dirigiert; neben einer Rhythmusgruppe mit Piano, Celesta, Bass und Schlagzeug sind Streicher und sparsam Bläser und Harfe eingesetzt. Es gilt als eines der jazz-lastigsten Werke Sinatras. Die Lieder sind größtenteils melancholisch und traurig; sie wirken wie eine Verarbeitung der kurz vorher gescheiterten Ehe Sinatras mit der Schauspielerin Ava Gardner.

## Aufnahme
Die Aufnahmen für das Album fanden mit Ausnahme von Last Night When We Were Young, das bereits am 1. März 1954 eingespielt wurde, am 8., 16. und 17. Februar sowie am 4. März 1955 statt, dem Albumtitel entsprechend in den frühen Morgenstunden. Ein ausgewähltes Publikum wohnte den Aufnahmen bei und sorgte für die gewünschte „Nachtclub-Atmosphäre“.

## Besetzung
- Gesang: Frank Sinatra
- Violine: Victor Bay, Alexander Beller, Harry Bluestone, Nathan Ross, Mischa Russell, Paul Shure, Felix Slatkin, Marshall Sosson, Eudice Shapiro, Walter Edelstein, Erno Neufeld, Henry Hill, David Frisina, Paul Nero, George Kast
- Cello: James Arkatov, Cy Bernard, Armand Kaproff, Ray Kramer, Edgar Lustgarten, Kurt Reher, Joseph Saxon, Eleanor Slatkin
- Bratsche: Maxine Johnson, Alvin Dinkin, Paul Robyn, Stan Harris, David Sterkin
- Trompete: Harry Edison
- Horn: John Cave, Vincent DeRosa, Joseph Eger, Richard Perissi
- Posaune: Tommy Pederson, Francis Howard
- Flöte: Arthur Gleghorn, Luella Howard, Jules Kinsler, George Poole
- Klarinette: Peanuts Hucko, Mahlon Clark
- Holzblasinstrument: Morton Friedman, Skeets Herfurt
- Saxophon: Morton Friedman, Harry Klee, Babe Russin, Ted Nash, James Williamson, Champ Webb, Bart Caldarell
- Piano: Bill Miller
- Harfe: Kathryn Julye, Ann Mason Stockton
- Siebensaitige Gitarre: George Van Eps, Bobby Gibbons
- Celesta: Paul Smith
- Kontrabass: Phil Stephens, Joe Comfort, Morty Corb, Mike Rubin, Edward Gilbert
- Schlagzeug: Lou Singer, Alvin Stoller, Frank Carlson

## Titelliste
Seite 1
1. In the Wee Small Hours of the Morning (Bob Hilliard, David Mann) – 3:00
2. Mood Indigo (Barney Bigard, Duke Ellington, Irving Mills) – 3:30
3. Glad to Be Unhappy (Richard Rodgers, Lorenz Hart) – 2:35
4. I Get Along Without You Very Well (Except Sometimes) (Hoagy Carmichael, Jane Brown Thompson) – 3:42
5. Deep in a Dream (Eddie DeLange, Jimmy Van Heusen) – 2:49
6. I See Your Face Before Me (Howard Dietz, Arthur Schwartz) – 3:24
7. Can’t We Be Friends? (Paul James, Kay Swift) – 2:48
8. When Your Lover Has Gone (Einar Aaron Swan) – 3:10

Seite 2
1. What Is This Thing Called Love? (Cole Porter) – 2:35
2. Last Night When We Were Young (Harold Arlen, Yip Harburg) – 3:17
3. I’ll Be Around (Alec Wilder) – 2:59
4. Ill Wind (Arlen, Ted Koehler) – 3:46
5. It Never Entered My Mind (Rodgers, Hart) – 2:42
6. Dancing on the Ceiling (Rodgers, Hart) – 2:57
7. I’ll Never Be the Same (Gus Kahn, Matty Malneck, Frank Signorelli) – 3:05
8. This Love of Mine (Sol Parker, Henry W. Sanicola, Jr., Frank Sinatra) – 3:33

## Rezeption
In the Wee Small Hours wurde 1984 in die Grammy Hall of Fame aufgenommen. Das Magazin Rolling Stone führt das Album auf Platz 101 der 500 besten Alben aller Zeiten. Ebenso gewürdigt wurde In the Wee Small Hours vom Time Magazine mit der Aufnahme in die Auswahl der 100 wichtigsten Alben. Der New Musical Express wählte es auf Platz 374 der 500 besten Alben. Robert Dimery bespricht das Album an erster Stelle in seinem Buch 1001 Albums You Must Hear Before You Die. Die Tageszeitung Telegraph nahm In the Wee Small Hours in eine Zusammenstellung der „20 best break-up albums“ auf.

## Kommerzieller Erfolg

### Chartplatzierungen
| ChartsChartplatzierungen       | Höchstplatzierung | Wochen |
| ------------------------------ | ----------------- | ------ |
| Vereinigte Staaten (Billboard) | 1 (56 Wo.)        | 56     |

### Auszeichnungen für Musikverkäufe
| Land/Region                  | Auszeichnungen für Musikverkäufe (Land/Region, Auszeichnung, Verkäufe) | Verkäufe |
| ---------------------------- | ---------------------------------------------------------------------- | -------- |
| Vereinigte Staaten (RIAA)    | Gold                                                                   | 500.000  |
| Vereinigtes Königreich (BPI) | Silber                                                                 | 60.000   |
| Insgesamt                    | 1× Silber · 1× Gold ·                                                  | 560.000  |

Hauptartikel: Frank Sinatra/Auszeichnungen für Musikverkäufe